# حديد مموج مجلفن

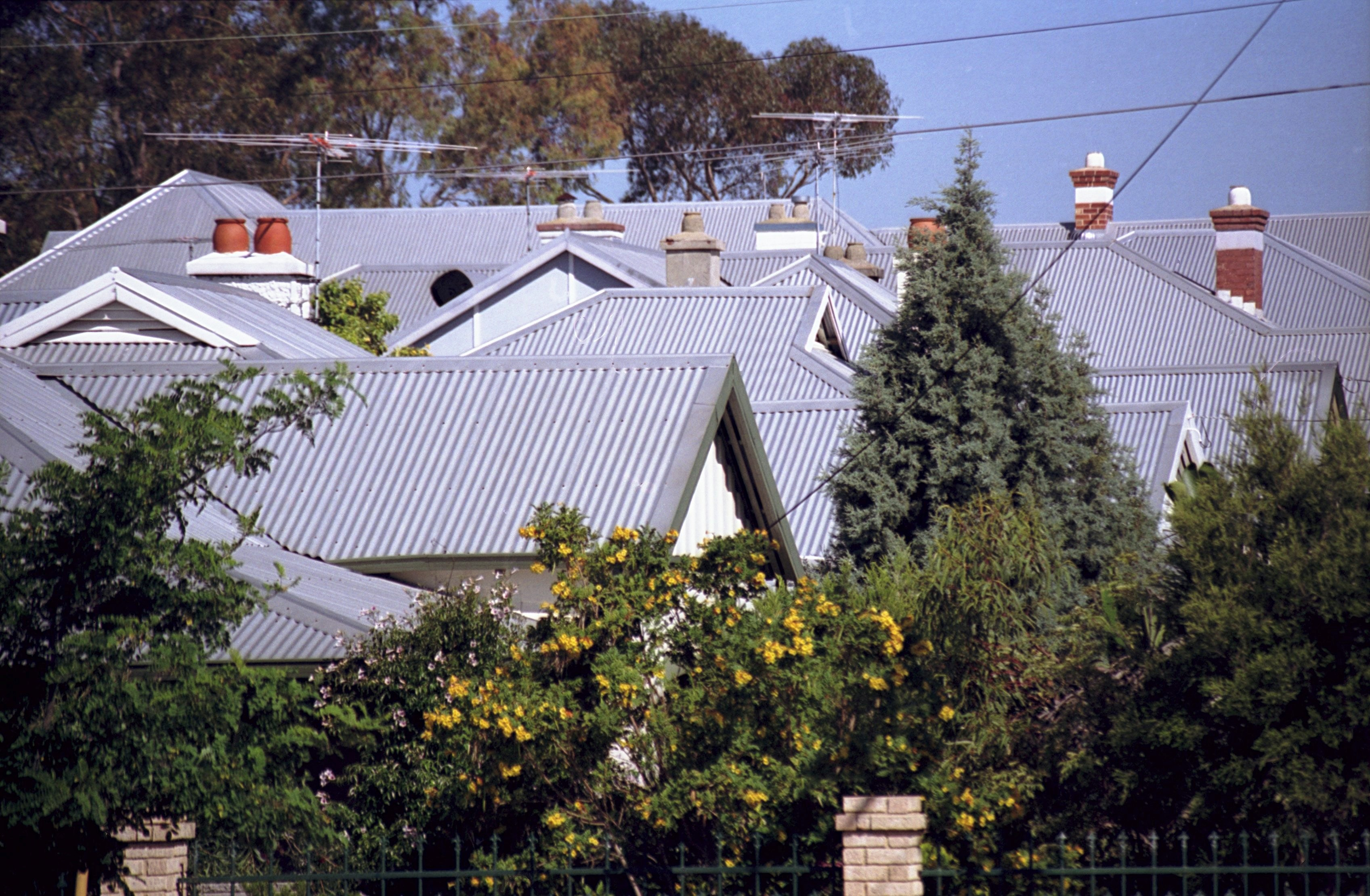
أسقف المنازل مغطاة بالحديد المجلفن المموج في أستراليا الغربية

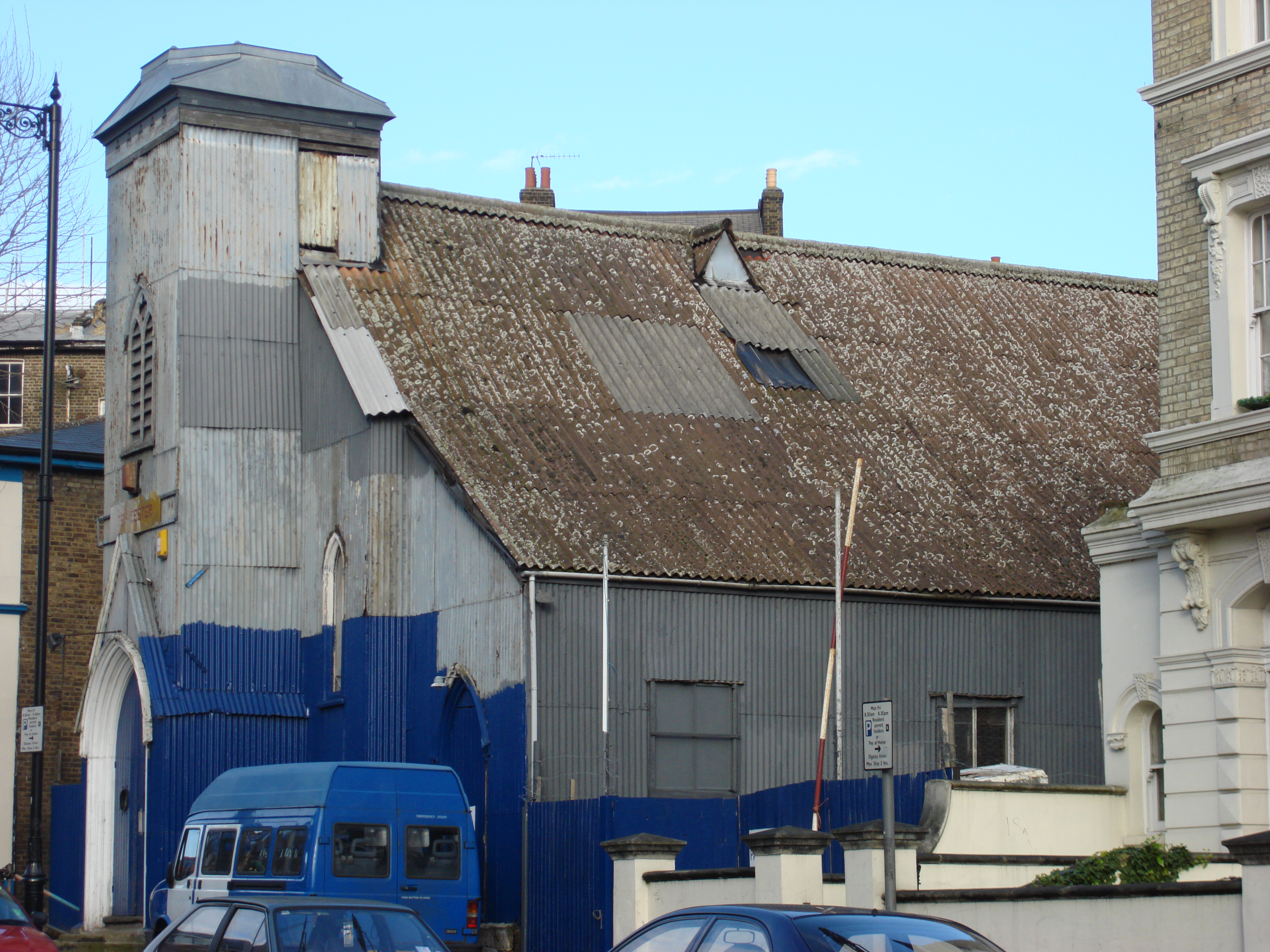
كنيسة مغطاة بصفائح حديدية مموجة (أو خيمة من الصفيح) في كيلبورن ، لندن

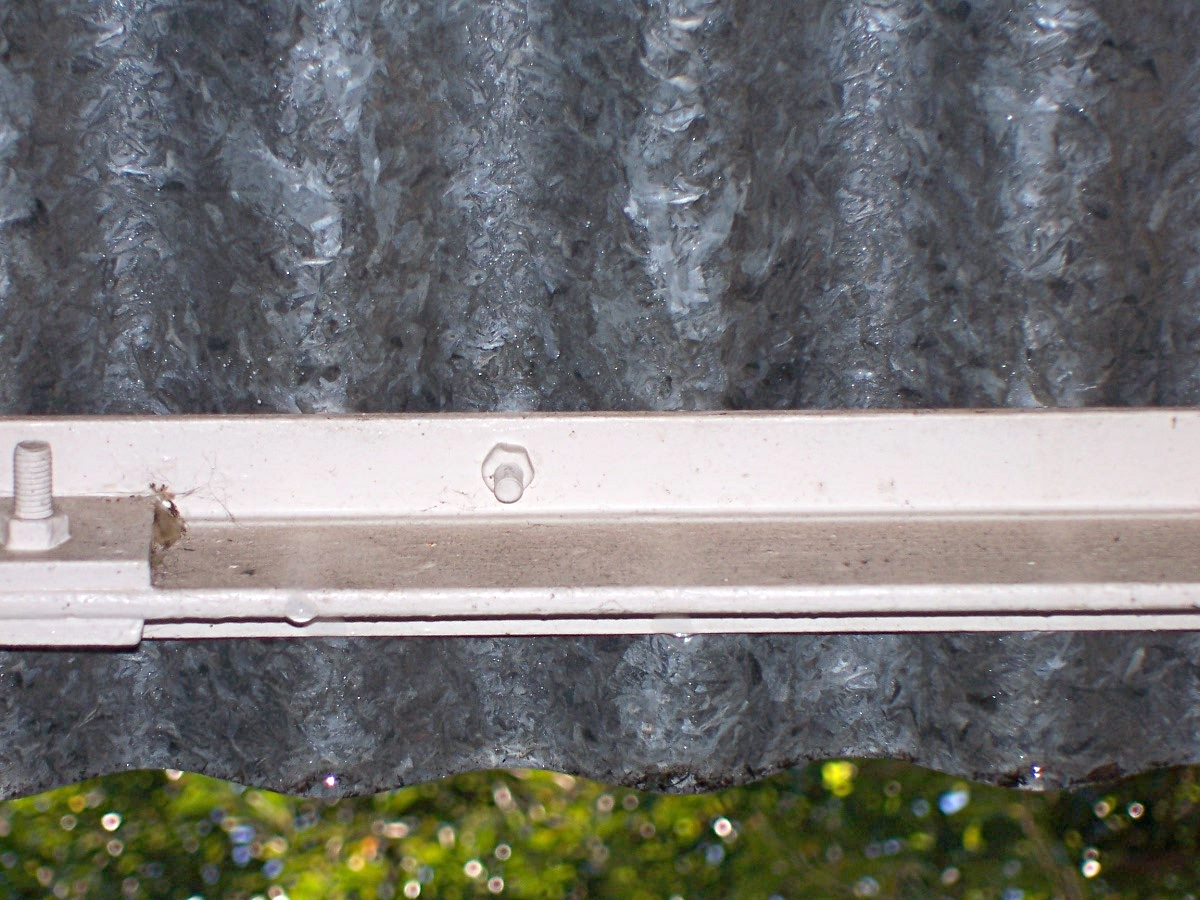
مظهر الحديد المجلفن المموج ، مع أنماط مرئية كبيرة من الأشكال الثلجية ، يتم عرض اللوح المجلفن من الأسفل وهو مدعوم بقطعة من الحديد (مطلية باللون الأبيض).

المجلفن المموج، (بالإنجليزية: Corrugated galvanised iron) هو مادة بناء تتكون من صفائح من الفولاذ الطري المجلفن عبر التسخين، معالجة بالبرودة لإنتاج نمط مموج خطي فيها، وعلى الرغم من أنه لا يزال يطلق عليها بشكل شائع «الحديد (iron)» في المملكة المتحدة، إلا أن المواد المستخدمة هي في الواقع فولاذ (وهو عبارة عن حديد مزوَّد بالكربون من أجل القوة، عادة 0.3٪ كربون)، ويمكن فقط أن تتكون الألواح القديمة الباقية من 100٪ من الحديد، وتزيد التموجات من قوة الانحناء للوح في الاتجاه العمودي على التموج، ولكن ليس موازيًا لها، لأنه يجب أن يكون الصلب ممتدًا للانحناء عموديًا على المموج. عادة يتم تصنيع كل ورقة لفترة أطول في اتجاهها القوي.
لِوح الصفيح هذه خفيفة الوزن وسهلة النقل، وكانت ولا تزال تسعتمل على نطاق واسع خاصة في المباني الريفية والعسكرية مثل الحظائر وخزانات المياه، وتم استخدام خصائصها الفريدة في مراحل تطور بعض دول مثل أستراليا من أربعينيات القرن التاسع عشر، ولا تزال تساعد البلدان النامية اليوم.

## التاريخ

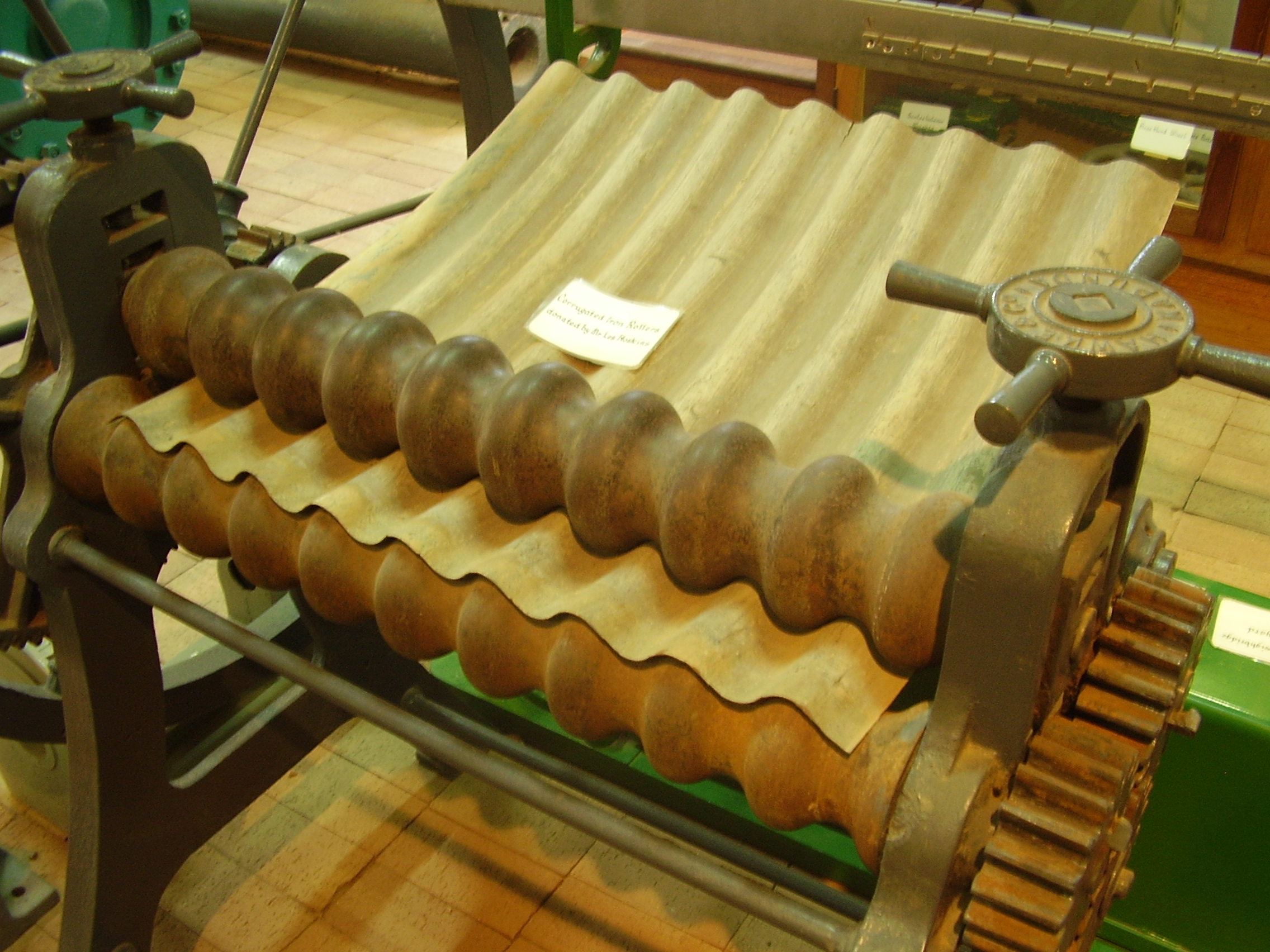
نموذج قديم لبكرة يدوية تعمل على تمويج الحديد معروضة في متحف كابوندا ، جنوب أستراليا

تم اختراع الحديد المموج في عشرينيات القرن التاسع عشر في بريطانيا من قبل هنري روبنسون بالمر، المهندس المعماري والمهندس في شركة London Dock Company ، وكانت أصلاً مصنوعة من نوع حديد يسمى الحديد المطاوع، وقد أثبتت أنها خفيفة وقوية ومقاومة للتآكل ويسهل نقلها، ولا سيما أنها تُستعمل للهياكل الجاهزة من قبل العمال شبه المهرة، وسرعان ما أصبحت مادة بناء شائعة في المناطق الريفية في الولايات المتحدة وتشيلي ونيوزيلندا وأستراليا ولاحقًا الهند، وفي أستراليا وتشيلي أصبحت أيضًا (ولا تزال) مادة تسقيف مشتركة حتى في المناطق الحضرية. في أستراليا ونيوزيلندا على وجه الخصوص، أصبحت جزءًا من الهوية الثقافية لتلك البلدان،    وأصبح الاستخدام المعماري المألوف شائعًا. كما يستخدم الحديد المموج على نطاق واسع كمواد بناء في الأحياء الفقيرة الأفريقية والمستوطنات غير الرسمية.
لأغراض التسقيف، يتم رص الصفائح مثل البلاط، مع تداخل الصفائح الحديدة المموجة بـ واحد ونصف وتمرير رأسي يبلغ حوالي 150 مليمتر (5.9 بوصة) ، لتوفير العزل المائي. تعتبر تلك الصفائح المموجة أيضًا مادة بناء شائعة للمباني الصناعية في جميع أنحاء العالم.
تم استبدال الحديد المطاوع المموج تدريجيًا بالفولاذ الطفيف (الكربوني) من حوالي سنة 1890 ، ولم يعد الحديد المموج يمكن الحصول عليه ولكن الاسم الشائع لم يتغير. يتم أيضًا إزاحة الصفائح المجلفنة ذات التموج البسيط تدريجيًا بنسبة 55٪ من الفولاذ المطلي بالزنك  أو صفائح مطلية بملفات ذات أشكال معقدة. ولا تزال الصفائح المجلفن المموجة شائعة.

## الصفائح المموجة في هذا العصر
اليوم يتم تنفيذ عملية التموج باستخدام عملية تشكيل اللف، وهذه العملية الحديثة مؤتمتة للغاية لتحقيق إنتاجية عالية وتكاليف منخفضة مرتبطة بالعمالة، وفي عملية التمويج ، يتم سحب الصفائح المعدنية من بكرات ضخمة ومن خلال قوالب الدرفلة التي تشكل التموج، وبعد مرور الصفائح المعدنية عبر البكرات، يتم قصها تلقائيًا عند الطول المطلوب. الشكل التقليدي للمواد المموجة هو النمط المتموج الدائري، ولكن القوالب المختلفة تشكل مجموعة متنوعة من الأشكال والأحجام، وغالبًا ما يتم بناء المباني الصناعية وتغطيتها بصفائح معدنية شبه منحرفة.
تخضع العديد من المواد اليوم لعملية تمويج، أكثر المواد شيوعًا للحديد المموج هي السبائك الحديدية (مثل الفولاذ المقاوم للصدأ) والألمنيوم والنحاس، وتعتبر السبائك الحديدية العادية هي الأكثر شيوعًا بسبب السعر والتوافر، ويمكن أن تتراوح الأحجام الشائعة للمواد المموجة من مقياس 30 رفيع جدًا (0.012 بوصة (0.30 مـم)) إلى مقياس 6 سميك نسبيًا (0.1943 بوصة (4.94 مـم)). يمكن أيضًا إنتاج مقاييس أكثر سمكًا أو أنحف.
كما يتم إعطاء المواد الأخرى مثل البلاستيك والألياف الزجاجية ذلك الشكل المموج، تتوفر العديد من التطبيقات لهذه المنتجات بما في ذلك استخدامها مع صفائح معدنية للسماح للضوء بالمرور عبر الصفائح المموجة.

## العرض والعمق
يتم وصف التموج من حيث العرض (المسافة بين القمتين) والعمق (الارتفاع من قمة القمة إلى قاع الحوض)، ومن المهم أن تكون درجة العرض والعمق متجانسة تمامًا، حتى تكون الصفائح قابلة للتكديس بسهولة للنقل، وتتداخل بدقة عند رصها إلى لوحين، وتراوح العرض بين 25   مم (1   بوصة) إلى 125   مم (5   بوصة)، وكان من المعتاد أن تستخدم الصفائح المموجة للجدران العمودية للحصول على درجة عمق وأعمق أقصر من الصفائح المموجة للأسقف، وكانت هذه المادة القصيرة بالعرض تسمى في بعض الأحيان «ترقرق (rippled)» بدلاً من «مموج (corrugated)». ولكن في الوقت الحاضر، كل الصفائح المموجة المنتجة تقريبًا لها نفس الدرجة من 3 بوصات (76 مم).

## صدى صوت
التصفيق أو فرقعة الأصابع أثناء الوقوف بجانب صفائح متعامدة من الحديد المموج (على سبيل المثال، في سياج) سوف ينتج عنه صدى عالي الصوت مع درجة سقوط سريعة، وهذا يرجع إلى تسلسل أصداء من تموجات متجاورة. [بحاجة لمصدر]
إذا كان الصوت يسير بسرعة 344 متر في الثانية (1,130 قدم/ث) والحديد المموج له طول موجي (درجة) 3 بوصة (76 مـم) سيؤدي ذلك إلى إنتاج صدى بطول موجة بحد أقصى لذلك الترتيب، والذي يتوافق مع تردد 4500   هرتز أو نحو ذلك (تقريبًا C أعلى القمة A على البيانو القياسي). سيكون للجزء الأول من صدى الصوت درجة أعلى بكثير لأن نبضات الصوت من الحديد المقابل تقريبًا للمصفق سوف تصل في نفس الوقت تقريبًا. [بحاجة لمصدر]

## تآكل

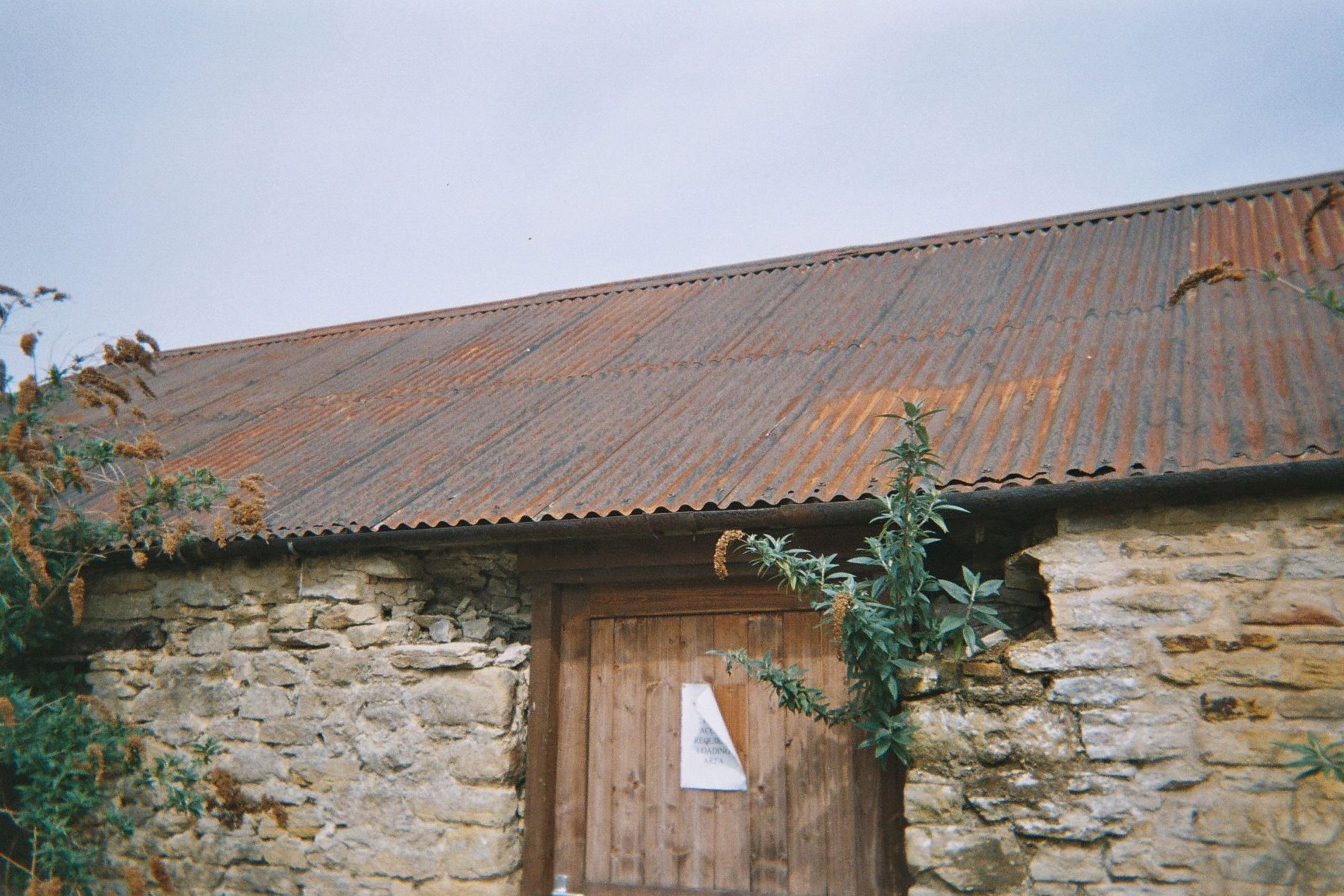
سقف من الفولاذ المموج

على الرغم من أن الجلفنة تمنع تآكل الفولاذ، فإن الصدأ أمر لا مفر منه، خاصة في المناطق البحرية - حيث تشجع المياه المالحة المعادن على الصدأ، ويشمل هذا المناطق التي يكون فيها المطر المحلي حامضيًا، يمكن أن تستمر الأسطح الفولاذية المموجة المتآكلة لسنوات عديدة، خاصة إذا كانت الأغطية محمية بطبقة من الطلاء.